# 艾沃里頓 (康乃狄克州)
艾沃里頓（英語：Ivoryton）是位於美國康乃狄克州米德爾塞克斯縣的一個歷史區。該地的面積和人口皆未知。

## 地理
艾沃里頓的座標為41°20′54″N 72°26′21″W / 41.34833°N 72.43917°W，而該地的平均海拔高度為20米（即66英尺）。